# 홍탁삼합
홍탁삼합(洪濁三合)이란 홍어와 삶은 돼지고기, 김치 세 가지를 합하여 만드는 요리이다. 홍어와 돼지고기를 김치 위에 얹어 먹는 것으로 시큼한 김치 맛에 홍어의 톡 쏘는 맛이 번지면서 입맛을 자극하는 음식이다. 음식 궁합상 기름지고 차진 돼지고기와 성질이 찬 홍어를 김치와 같이 먹고 막걸리를 곁들이는 것은 막걸리의 따뜻한 성질 때문에 찰떡궁합이다. 홍탁이라는 이름은 홍어와 막걸리(탁주) 두 음식 이름에서 나온 것이다.
전라도 음식 중 하나로서 신안군 흑산도에서 많이 나기 때문에 흑산 홍어가 유명하다. 목포 지역에서 많이 볼 수 있으며 김치에 싸먹는 대신 상추를 더 얹어서 먹기도 한다. 흑산도에서는 2007년부터 홍어 축제를 열어 청정 홍어와 맛깔난 홍탁삼합, 홍어애국을 선보이고 있다. 여기서 홍탁삼합은 삼합을 탁주 곧 막걸리와 같이 먹는 음식이고 홍어애국은 애가 내장을 뜻한다는 사실을 생각한다면 '홍어내장국'으로 이해될 수 있다.

## 같이 보기
- 삼합
- 홍어회